# Liu Chuanzhi
Liu Chuanzhi (chinês tradicional: 柳傳志, chinês simplificado: 柳传志, pinyin: Liǔ Chuánzhì, 29 de abril de 1944 —) é um homem de negócios chinês. Liu foi o fundador da grande empresa internacional de informática Lenovo.
Liu fundou a Lenovo (cujo nome em inglês era originalmente Legend, em chinês 联想 Lianxiang), em 1984 com um grupo de dez outros engenheiros em Beijing, com um capital inicial de 200.000 yuan. A empresa holding foi fundada em 1988, em Hong Kong.
Liu cursou o Instituto de Engenharia de Telecomunicações do Exército do Povo, posteriormente Universidade Xidian.